# Labé (Präfektur)

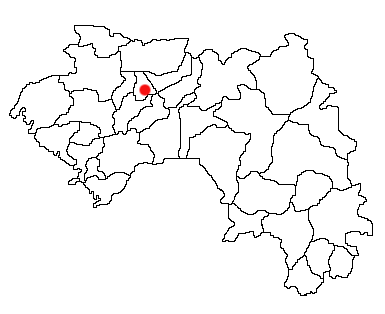
Lage von Stadt und Präfektur Labé in Guinea

Labé ist eine Präfektur in der gleichnamigen Region Labé in Guinea. Sie liegt im Norden des Landes im Bergland von Fouta Djallon. Wie alle guineischen Präfekturen ist sie nach ihrer Hauptstadt, Labé, benannt, welche zugleich Hauptstadt der gesamten Region ist. Die Volkszählung 2014 ergab 318.938 Einwohner bei einer Fläche von 2.520 km².